# Killarney, Manitoba
Killarney är en ort i Kanada.   Den ligger i provinsen Manitoba, i den sydöstra delen av landet, 1 800 km väster om huvudstaden Ottawa. Killarney ligger 495 meter över havet och antalet invånare är 2 362.
Terrängen runt Killarney är platt. Trakten runt Killarney är nära nog obefolkad, med mindre än två invånare per kvadratkilometer.. Det finns inga andra samhällen i närheten. 
Trakten runt Killarney består till största delen av jordbruksmark.